# Confetti (album)
Confetti è il sesto album in studio del gruppo musicale britannico Little Mix, pubblicato il 6 novembre 2020. Il progetto discografico è l'ultimo in cui hanno preso parte tutte e quattro le componenti del gruppo, dopo la decisione di Jesy Nelson di lasciare il gruppo.

## Descrizione
L'album vede la partecipazione nella produzione e scrittura dei brani di The Invisible Men, Kamille, Tayla Parks, James Norton, Stargate, oltre ai membri del gruppo. Musicalmente, Confetti è un disco pop,[15] e R&B, che incorpora elementi di synth-pop, gospel,[16] retro, e produzione pop contemporanea,[17] che fornisce al suo pubblico una sensazione calda e confusa di piacere nostalgico.
Il membro Jesy Nelson ha notato il contrasto tra Confetti e il precedente progetto LM5, affermando che LM5 era molto più tendente al girl power mentre con Confetti, il gruppo ha deciso di «divertirsi e sperimentare. Abbiamo scritto canzoni che ci piacevano ed è cresciuto insieme». Il membro Jade Thirlwall ha aggiunto che «non ogni singola canzone deve avere questo significato super profondo. La gente sa cosa siamo ora e sa cosa rappresentiamo. Penso che LM5 sia stato molto importante per affermare i nostri ideali, mentre con questo album si tratta solo di scrivere canzoni pop brillanti che rallegrino questo anno di pandemia».

## Promozione
Il 16 settembre 2020, il sesto progetto discografico è stato annunciato su più piattaforme di social media dalle Little Mix, rivelando uscita sarà prevista per il 6 novembre 2020. Successivamente è stato annunciato il titolo, Confetti, e il pre-ordine presso numerosi siti di streaming e vendita di file multimediali. Il 27 ottobre, le Little Mix hanno collaborato con Amazon Alexa per far uscire la lista ufficiale delle tracce. I fan sono stati incoraggiati a chiedere al dispositivo di «rilasciare alcuni confetti» e avrebbero ricevuto il nome di una traccia.
Nel 12 giugno 2021, una nuova versione in vinile dell'album è andata disponibile in negozi selezionati in tutto il mondo per celebrare il Record Store Day 2021. La nuova versione è arrivata in una copertina arancione e rosa con il titolo dell'album stampato in glitter argento corsivo. La nuova versione contiene esclusivamente la nuova versione remix del brano Confetti, con la rapper statunitense Saweetie.

### Singoli
Il primo estratto dall'album è stato il brano stato Break Up Song, quindicesimo brano del gruppo ad esordire nella Top10 britannica Il secondo estratto, Holiday è uscito il 24 luglio 2020.
Il singolo Sweet Melody, uscito il 23 ottobre 2020, è divenuto il quinto brano del gruppo ad esordire alla prima posizione della classifica britannica, ottenendo ampio successo nelle classifiche europee, vendendo oltre 730 000 copie certificate dalla BPI.
La traccia che dà nome al progetto, Confetti, è stata pubblicata due giorni prima dell'uscita dell'album. Nella versione remix con la rapper statunitense Saweetie, il brano ha raggiunto la Top10 britannica.
Sono stati inoltre pubblicatiNot a Pop Song e Happiness nei giorni precedenti all'uscita dell'album

## Controversie
Il membro Jesy Nelson, nelle settimane precedenti all'uscita dell'album, ha dichiarato di aver bisogno di tempo per risolvere una questione medica. Il 14 dicembre 2020, Nelson ha annunciato che stava lasciando il gruppo a causa dell'impatto sulla sua salute mentale che stava avendo la sua carriera all'interno del gruppo. In una dichiarazione, ha detto «Trovo la pressione costante di essere in un gruppo di ragazze e di essere all'altezza delle aspettative molto difficile».
In un'intervista a The Guardian nell'agosto 2021, la cantante ha affermato che spesso nei video per i singoli dei vari lanci è stata vestita in modo differente dagli altri tre membri poiché la sua forma fisica non si prestava agli abiti. Dopo la pandemia e la decisione di girare il video per Sweet Melody, Nelson era ingrassata e non si sentiva adatta alle riprese, decidendo di intraprendere una dieta drastica senza ottenere risultati. Successivamente, poco prima che le Little Mix apparissero al Live Lounge della BBC One, la Nelson ha avuto un attacco di panico e Perrie Edwards ha dovuto prendere il suo posto. Nelson ha raccontato: «Dopo il video sono tornata in un posto davvero buio della mia mente e sono finita di nuovo in ospedale. Fu allora che mia madre disse: 'Basta'. Poi le ragazze le hanno parlato e insieme mi hanno de detto: 'Pensiamo che dovresti uscirne ora. Devi badare a te stessa e alla tua salute».
Ciò che ha aggiunto dolore, e l'ha portata a lasciare il gruppo, è stato il fatto che ci sono state persone che hanno fatto capire che erano contente di vederla stare male: «A certe persone della mia squadra non importava come stessi. Non sto parlando delle ragazze. C'erano persone dello staff che sapevano come mi sentivo e se ne fregavano. Semplicemente non se ne preoccupavano. C'era un'energia negativa quando entravo in una stanza. Sentivo che non volevano che io fossi lì».

## Tracce
1. Break Up Song – 3:20
2. Holiday – 3:33
3. Sweet Melody – 3:33
4. Confetti – 2:47
5. Happiness – 3:17
6. Not a Pop Song – 2:59
7. Nothing But My Feelings – 2:42
8. Gloves Up – 2:47
9. A Mess (Happy for You) – 3:29
10. My Love Won't Let You Down – 2:54
11. Rendezvous – 2:56
12. If You Want My Love – 2:40
13. Breathe – 3:29

Traccia bonus del vinile del Record Store Day del 2021
1. Confetti (feat. Saweetie) (remix) – 3:04

Tracce bonus dell'edizione CD giapponese
1. Bounce Back – 2:40
2. Break Up Song (acoustic) – 3:23
3. Holiday (Frank Walker remix) – 3:24

Tracce bonus della Expanded Edition
1. No Time for Tears (con Nathan Dawe) – 3:17
2. Bounce Back – 2:40
3. One I've Been Missing – 3:12
4. Break Up Song (Nathan Dawe remix) – 3:21
5. Break Up Song (Steve Void remix) – 2:58
6. Break Up Song (acoustic version) – 3:23
7. Holiday (MNEK remix) – 3:38
8. Holiday (220 Kid remix) – 3:25
9. Holiday (Frank Walker remix) – 3:24
10. Holiday (acoustic version) – 3:32
11. Sweet Melody (PS1 remix) – 3:31
12. Sweet Melody (Alle Farben remix) – 3:21
13. Sweet Melody (acoustic version) – 3:34

Note
- Rendezvous contiene elementi di Sway, scritta da Luis Demetrio e Norman Gimbel.
- Bounce Back interpola Back to Life (However Do You Want Me) del gruppo musicale Soul II Soul.

## Successo commerciale
Confetti ha debuttato alla 2ª posizione nella Official Albums Chart britannica con 49 887 unità vendute nella sua prima settimana di disponibilità, di cui 35 646 vendite fisiche, 3 981 download digitali e 10 260 unità risultanti dalle riproduzioni in streaming. Nella classifica giapponese delle vendite fisiche e digitali ha esordito al 104º posto.

## Classifiche

### Classifiche settimanali
| Classifica (2020-21) | Posizione massima |
| -------------------- | ----------------- |
| Australia            | 7                 |
| Austria              | 10                |
| Belgio (Fiandre)     | 2                 |
| Belgio (Vallonia)    | 25                |
| Canada               | 37                |
| Croazia              | 8                 |
| Finlandia            | 35                |
| Francia              | 52                |
| Germania             | 18                |
| Grecia               | 28                |
| Irlanda              | 1                 |
| Italia               | 25                |
| Lituania             | 7                 |
| Norvegia             | 33                |
| Nuova Zelanda        | 7                 |
| Paesi Bassi          | 10                |
| Polonia              | 11                |
| Portogallo           | 2                 |
| Regno Unito          | 2                 |
| Slovacchia           | 54                |
| Spagna               | 7                 |
| Stati Uniti          | 85                |
| Svezia               | 46                |
| Svizzera             | 18                |

### Classifiche di fine anno
| Classifica (2020) | Posizione |
| ----------------- | --------- |
| Regno Unito       | 29        |
| Classifica (2021) | Posizione |
| Regno Unito       | 40        |